# El Salitre (Morelos)
El Salitre es una localidad del estado mexicano de Morelos. Es parte del municipio de Ayala.

## Demografía
| Gráfica de evolución demográfica |
|                                  |

| Censo | Población |
| ----- | --------- |
| 1940  | 216       |
| 1950  | 270       |
| 1960  | 399       |
| 1970  | 421       |
| 1980  | 621       |
| 1990  | 599       |
| 2000  | 976       |
| 2010  | 1104      |
| 2020  | 1355      |